# De Havilland DH.89 Dragon Rapide
Ne doit pas être confondu avec De Havilland DH.84 Dragon.
Dimensions
Le de Havilland DH.89 Dragon Rapide est un avion civil britannique apparu peu avant la Seconde Guerre mondiale construit par de Havilland, utilisé dans le transport de passagers (6-8) à court rayon d'action. Il a été utilisé aussi bien par des compagnies aériennes civiles que par des forces armées, jusqu'à la fin des années 1950, malgré sa construction dépassée en contreplaqué de bois.

## Conception
Fin 1933, le Dragon Rapide fut conçu par la firme de Havilland comme un successeur plus rapide et plus confortable que le DH.84 Dragon. Il était en effet une version bimoteur à plus petite échelle du quadrimoteur DH.86 Express (en). Il partageait plusieurs aménagements avec le DH.85 Express, y compris ses ailes entoilées, les lignes de carénage et les moteurs Gipsy six (en) mais il ne montrait aucun des défauts du DH.86 Express et devint, peut-être, l'avion de construction britannique commercial à court rayon d'action ayant le plus grand succès dans les années 1930.

## Histoire opérationnelle

### Avant guerre

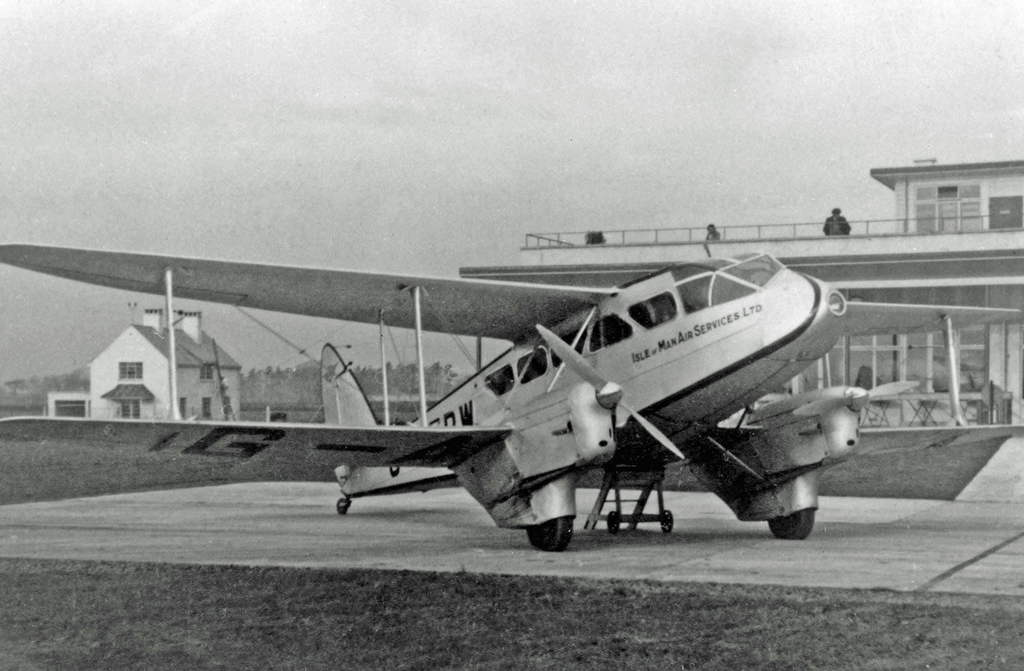
Dragon Rapide des services aériens de l'île de Man en lignes régulières à l'aéroport de Manchester en 1938.

En avril 1934, l'avion prototype fit son premier vol vers Hatfield (en). 205 avions furent construits pour les lignes aériennes et autres propriétaires tout autour du monde avant le déclenchement de la Seconde Guerre mondiale. Conçu à l'origine comme Dragon six, il fut commercialisé comme Dragon Rapide et plus tard désigné comme Le Rapide. À partir de 1936,  avec la mise en place de volets de bord de fuite améliorés, il fut nommé DH.89.
À l'été 1934, l'avion entra en service avec les lignes aériennes britanniques, avec les Hillmann Airways étant les premières lignes à prendre livraison en juillet. D'août 1934, les Railway Air Services (en) (RAS) mirent en service une flotte de Dragon Rapide sur des routes reliant Londres, le nord de l'Angleterre et vers l'Irlande du nord et l'Écosse. Les RAS DH.89 furent nommés d'après leur place dans le réseau, par exemple « Star of Lancashire ».
Les Isle of Man Air Services (en) exploitèrent une flotte de Rapides sur des services réguliers de l'aéroport de Ronaldsway près de Castletown vers des aéroports du nord-ouest de l'Angleterre incluant Blackpool, Liverpool et Manchester. Quelques-uns de ses avions ont été transfèrés après avoir servi les Railway Air Services
En 1936, il y eut un fameux incident quand deux agents britanniques du MI6 , le capitaine Cecil W. H. Bebb (en) et le Major Hugh Pollard (en), conduisirent Francisco Franco dans le Dragon Rapide G-ACYR depuis les Îles Canaries au Maroc espagnol, au début de la rébellion militaire qui initia la Guerre civile espagnole. Une escale nocturne discrète est nécessaire à Casablanca (Maroc sous protectorat français). L'avion est exposé au Museo del Aire à Madrid.

### Seconde Guerre mondiale

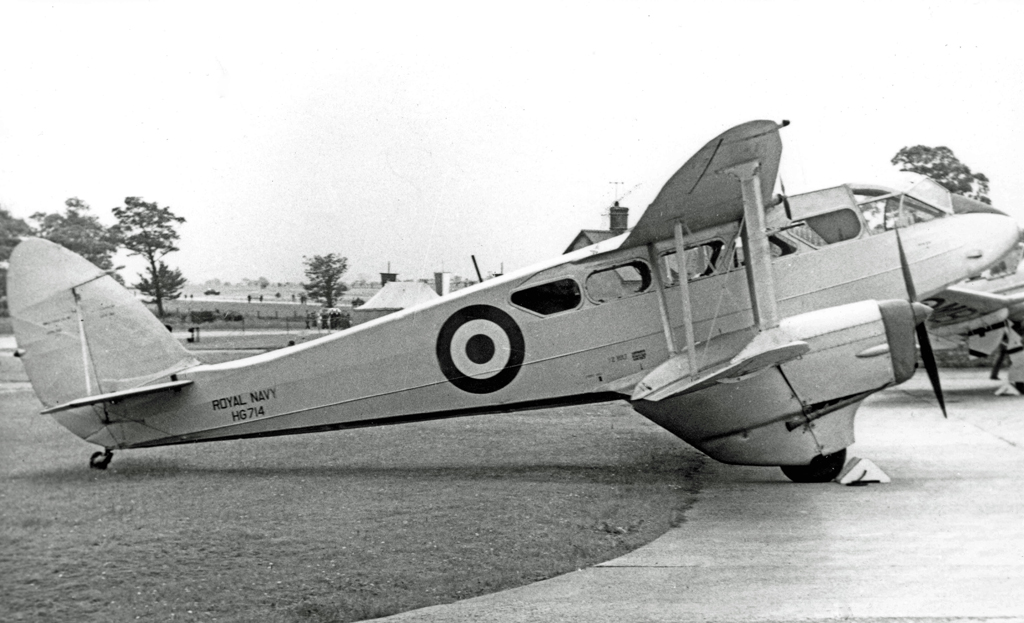
Dominie de la Royal Navy.

Au commencement de la Seconde Guerre mondiale, plusieurs Dragon Rapide furent réquisitionnés par les forces armées britanniques et servirent sous le nom de De Havilland Dominie. Ils furent utilisés pour des fins de communications et de transport de passagers. Plus de 500 autres furent construits spécialement à des fins militaires, motorisés avec le moteur amélioré de Havilland Gipsy Queen (en), atteignant un total de production de 731 unités. Les Dominie furent principalement utilisés par la Royal Air Force comme avion d'entraînement radio et navigation. Après la guerre, ils furent utilisés comme avions de liaison des Royal Navy air stations.

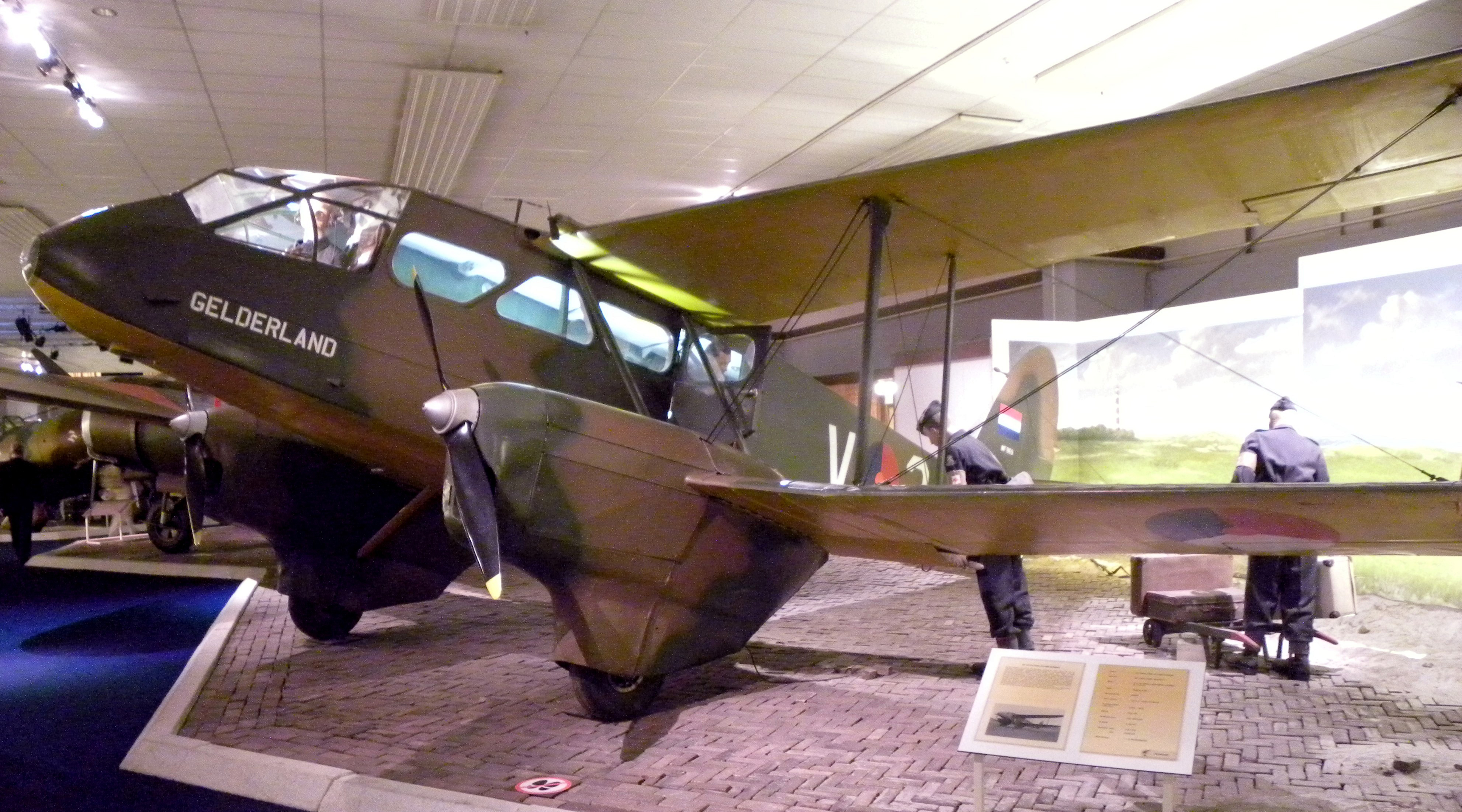
DH.89B Dominie Mark II sous les couleurs de la Dutch Air Force (Militaire Luchtvaart Museum, Pays-Bas (2009)

D'autres Dragon Rapide civils continuèrent de voler pour les lignes aériennes britanniques faisant partie du Associated Airways Joint Committee' (AAJC). Les AAJC coordonnèrent les services prévus en temps de guerre sur vols au-dessus de l'océan.
Après la guerre, plusieurs survivants de l'ex-RAF entrèrent dans des services commerciaux. En 1958, 81 exemplaires étaient encore en vol sous immatriculation britannique. La production des Dominie se faisait par de Havilland et Brush Coachworks Ltd, ce dernier en produisant le plus grand nombre.

### Après guerre

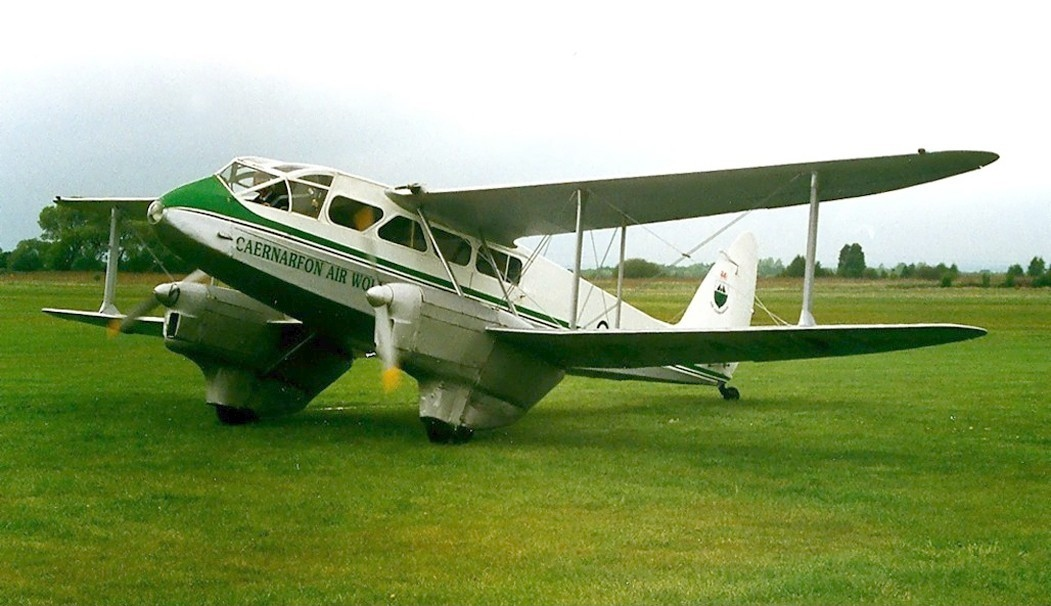
Ancien Dominie de la RAF, G-AIDL vola pour Allied Airways à la fin des années 1940, Fox's Confectionery 1950–59, l'Army Parachute Association 1967–77 et Air Atlantique Classic Flight 1995–2009. Depuis 2009 il vole pour le Tangmere Military Aviation Museum.

Le DH.89 se montra un avion économique et résistant, en dépit de sa construction en contreplaqué primitive, et nombreux sont ceux qui volaient encore au début des années 2000. Plusieurs Dragon Rapide sont toujours opérationnels au Royaume-Uni et plusieurs compagnies dont Classic Wings et Plane Heritage continuent de proposer des vols de plaisance sur ces appareils. Un Dragon Rapide peut être vu au musée des sciences et de l'industrie de Manchester. Un autre est visible au musée volant Salis sur l'aérodrome de La Ferté-Alais. Deux Dragon Rapide sont toujours en état de vol en Nouvelle-Zélande. Un DH.89 vole au musée de l'aviation militaire de Virginia Beach et un autre est basé sur l'aéroport du Yolo County (en), Californie.
Après la guerre, de Havilland a conçu le de Havilland Dove pour remplacer les Dragon Rapide.

## Opérateurs
Argentine
- Zonas Oeste y Norte de Aerolíneas Argentinas (Z.O.N.D.A.) (es)

 Australie
- Australian National Airways
- Royal Flying Doctor Service of Australia

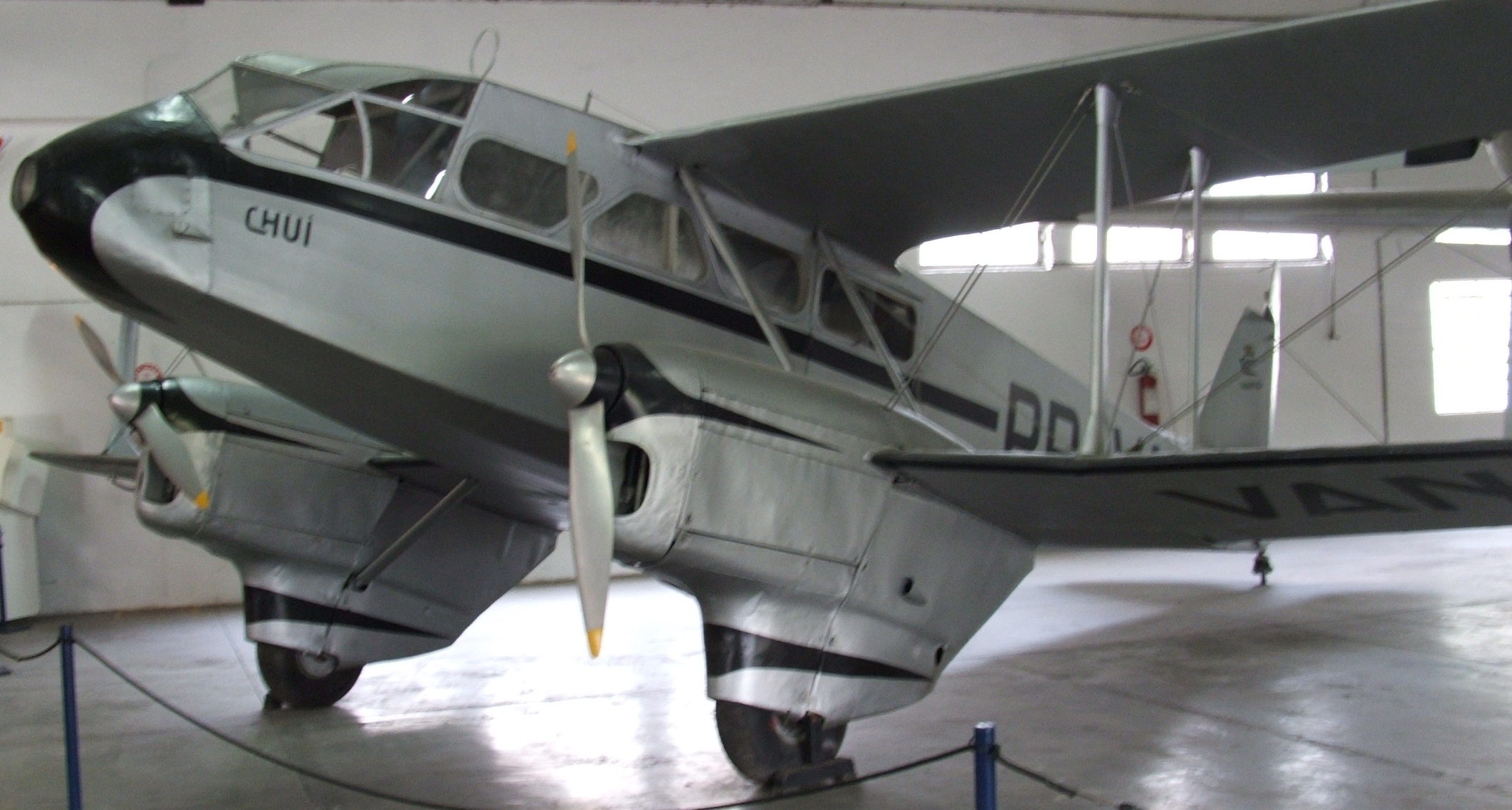
Dragon Rapide de VARIG conservé à Rio de Janeiro.

 Brésil
- Arco-Íris (en)
- OMTA (en)
- Varig

 British North Borneo
 Crown Colony of Sarawak
 Protectorat de Brunei
- Borneo Airways (en)

 Canada
- Canadian Pacific
- Quebec Airways

 Royaume d'Égypte

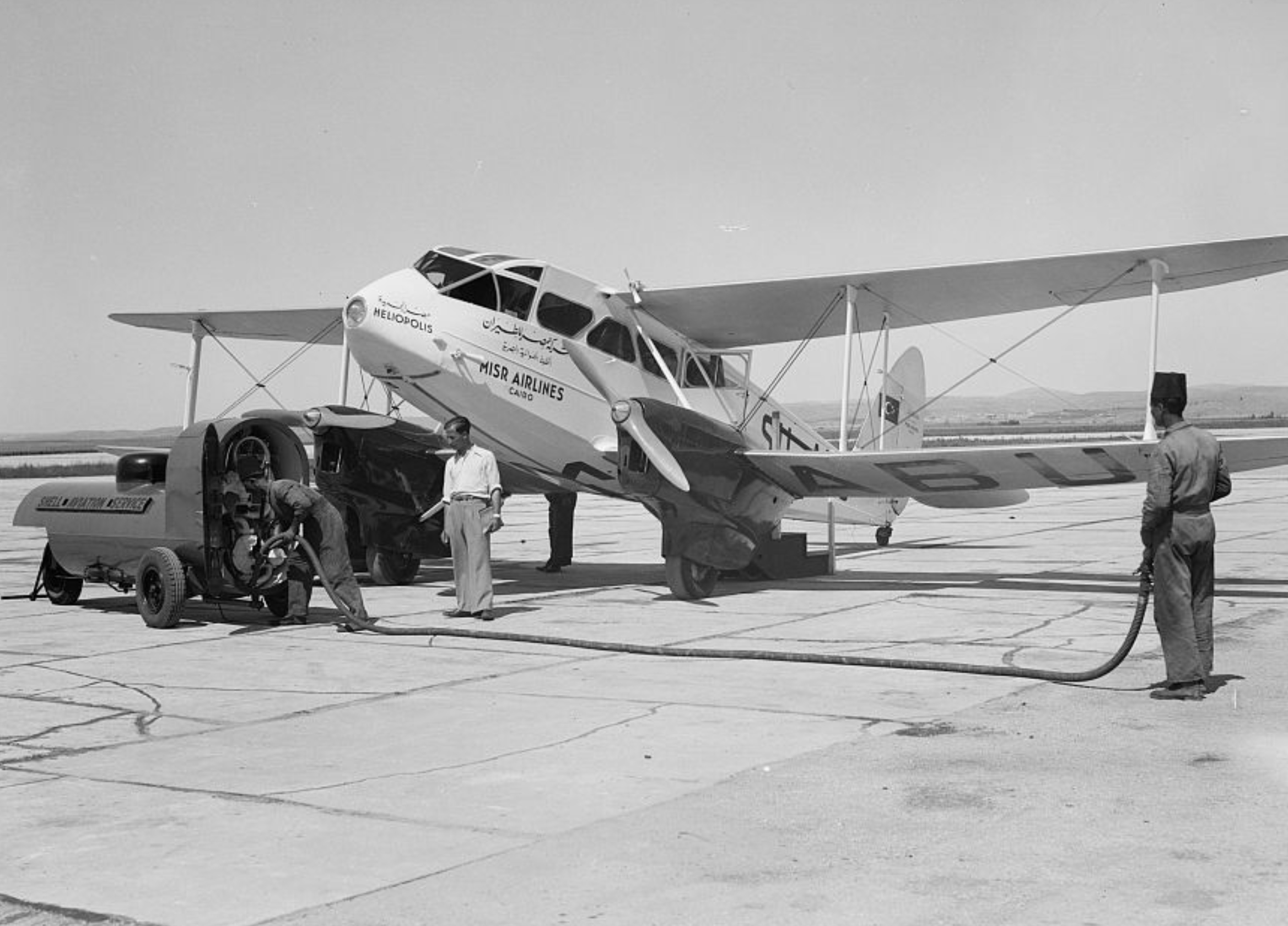
Un DH.89 Dragon Rapide de la Misr Airlines (futur Egyptair) sur l'aéroport de Lod, Palestine sous mandat britannique, ca. 1946-1948. Bibliothèque du Congrès, Washington, USA.

- Misr Airlines : 4 DH 89 acquis par cette compagnie (futur Egyptair) en 1946

 France
- SATGA (Société Aérienne Transports Guyane Antilles) : 4 DH 89
- Société de transports du Proche Orient : 2 DH 89 à Damas, dans l'entre-deux-guerres
- Air Ouest
- Compagnie Bretonne Aéronautique (Cobra)
- Air Caen
- Rousseau Aviation
- Air France

 Finlande
- Aero Oy utilisa deux appareils.

 Islande
- Air Iceland

 Inde
- Air India
- Indian National Airways (en)
- Tata Airlines (de)

 Iran
- Iranian State Airlines

 Royaume d'Irak
- Iraqi Airways

 Irlande
- Aer Lingus
- Aer Turas utilisa 1 appareil.

 Lettonie
- Valsts Gaisa satiksme

 Liban
- Middle East Airlines

 Pays-Bas
- KLM

 Nouvelle-Zélande
- Air Travel (NZ) Ltd (en)
- Mount Cook Airline (en)
- National Airways Corporation (en)
- Cook Strait Airways Ltd

 Palestine
- Palestine Airways (en) (Mandat britannique de Palestine)
- Aviron (en)

 Paraguay
- Aerocarga Asociados ACA

 Roumanie
- LARES

 Union d'Afrique du Sud
- Comair utilisa deux appareils.

 République espagnole
- Aviation républicaine espagnole[4]

 État espagnol
- Iberia

 Suisse
- Swissair

 Royaume-Uni
- Air Charter Limited (en)
- Air Atlantique Classic Flight (en)
- Airviews Ltd
- Air Enterprises
- British Continental Airways (en)
- British European Airways
- British Westpoint (en)
- Classic Wings
- Crilly Airways (en)
- Hillmans Airways (en)
- Highland Airways
- Isle of Man Air Services (en)
- Jersey Airways (en)
- Lancashire Aircraft Corporation
- Mayflower Air Services
- Melba Airways
- Morton Air Services
- Northwest Airlines (UK)
- Olley Air Service
- Railway Air Services (en)
- Scillonia Airways
- Scottish Airways
- Sivewright Airways
- Starways (en)
- Trans European Aviation (en)
- Westward Airways (Lands End)

 Royaume de Yougoslavie
- Aeroput (en)

## Variantes

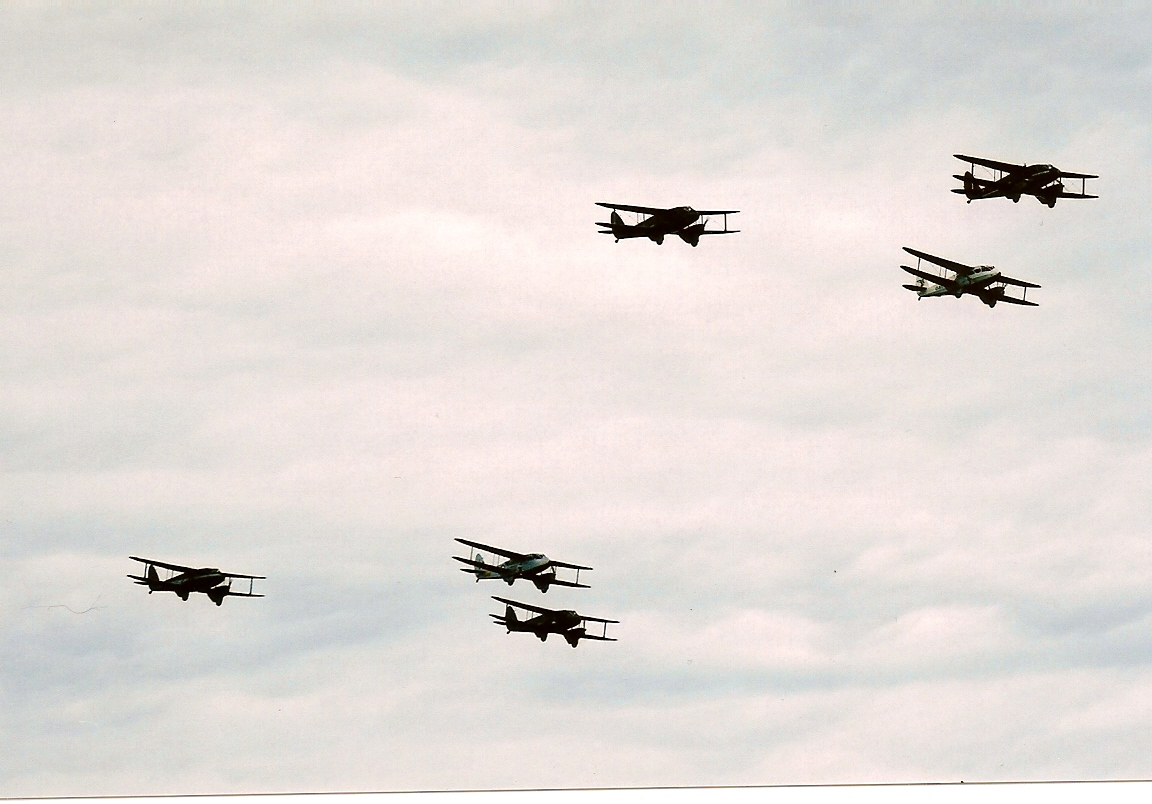
Nuée de dragons
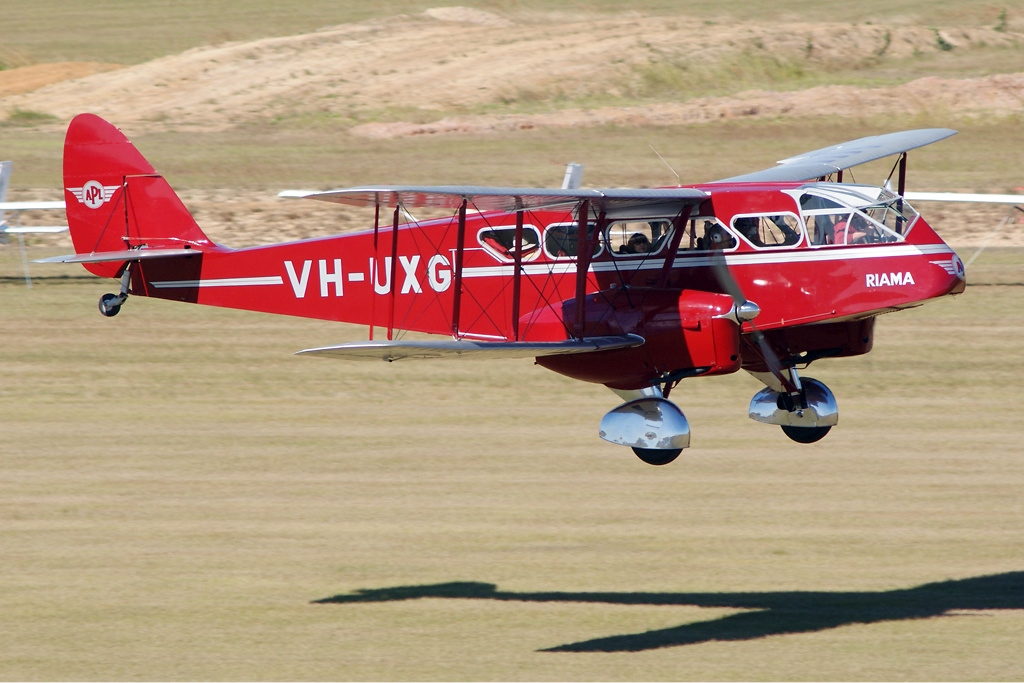
De Havilland DH-84 VH-UXG (Iles Cocos)
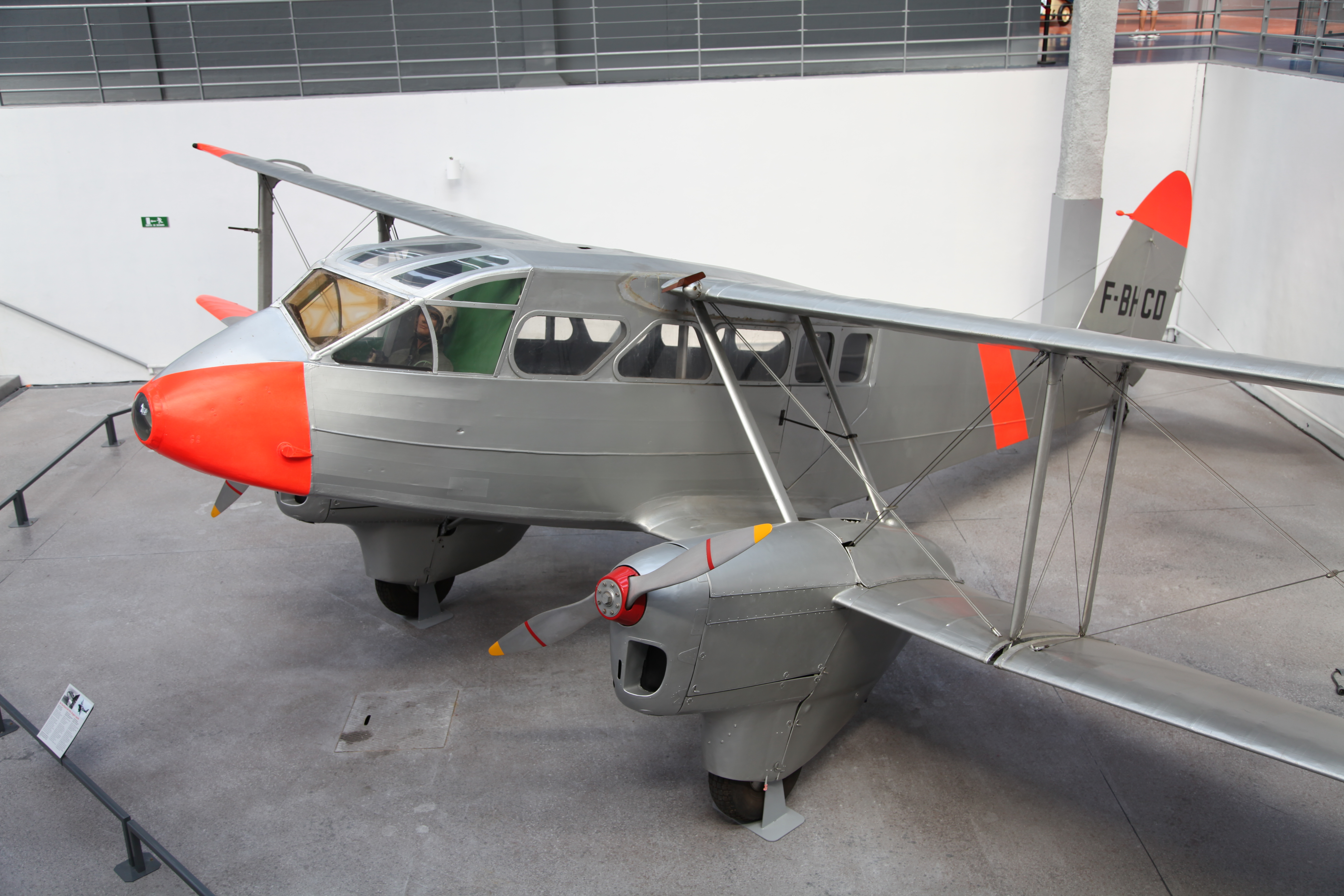
Le DH-84 du Musée de l'Air "Le Bourget"